# Jean Castaing
Pour les articles homonymes, voir Castaing.
 (juillet 2016).
Jean Castaing, né le 27 septembre 1723 à Paris et mort à Alençon le 17 janvier 1805, est un poète, dramaturge et imprimeur français.

## Biographie
À la fois auteur, typographe, voire relieur, Castaing qui exerçait la profession de receveur des tailles dans sa ville natale, est l’auteur de plusieurs pièces de théâtre imprimées par ses propres soins dans son imprimerie particulière. Ce recueil, dont les pièces ont été décrites comme « aussi mauvaises que mal imprimées », n’a d’autre mérite que sa grande rareté. L’auteur dit ingénument dans sa préface, qu’en imprimant 30 exemplaires de son théâtre, « il n’a eu d’autre but que celui de se distraire en s’occupant, sans avoir celui d’ennuyer plus de trente personnes ». D’après la même préface, il paraît que ce théâtre devait être composé de quatre volumes., à moins qu’on ne compte pour quatrième volume la Femme curieuse, imprimée en 1793, et qui fait partie du tome III. À cause de cela, ses Poésies et son Théâtre sont extrêmement rares. L’historien local Léon de La Sicotière possédait ses productions théâtrales et poétiques, tirées à très petit nombre, au grand complet, dans sa riche bibliothèque. Plusieurs de ses pièces étaient jouées sur le théâtre d’Alençon pour divertir la bonne société alençonnaise. Dans un recueil manuscrit de ses vers, on trouve une Chanson pour la Fête des Bonnes-Gens, établie à Canon pour M. et Mme Élie de Beaumont, en date du 10 juillet 1777 :
Air : Travaillez, bon tonnelier.

Tour à tour chacun a le sien, 

Bon vieillard. Bon chef de famille ; 

On n’a pas oublié le tien, 

Bonne mère, et toi. Bonne fille ; 

À cette quadruple union. 

Qui ne s’écrie avec raison 

Que c’est à Canon qu’on voit tous les ans, 

Y couronner les Bonnes-Gens ?
Fondateur de la franc-maçonnerie alençonnaise dans les années 1752, il crée la loge Saint Louis des Cœurs Zélés[réf. nécessaire], dont il est vénérable, Jean Castaing représente la franc-maçonnerie ornaise lors de la création du Grand Orient de France en 1773.

## Œuvres
- Vaudevilles et Chansons du Bouquet des Moissonneurs, divertissement-mascarade, Alençon, 1783, in-8°.
- Recueil de pièces de théâtre, Alençon, 1791-2, 3 vol. in-8°.
- C'est dans la Bibliothèque dramatique de Martineau de Soleinne[3] (1844) que se trouve la liste la plus complète des œuvres théâtrales de Jean Castaing, à savoir :
  - Apologie de ma solitude
  - Prologue et scènes allégoriques
  - Le Philosophe soi-disant
  - Prologue de Lise
  - Lise, ou le Triomphe de la reconnaissance
  - La Fête du village
  - L'Avant-soupé
  - Le Véritable Ami
  - Le Misanthrope corrigé
  - Tout ou Rien
  - Paméla
  - Paméla mariée
  - La Femme curieuse, ou les Francs-maçons
- Autres créations littéraires de Jean Castaing conservées à la BNF :
  - Opuscules d'un amateur, imprimé par lui-même.Tome premier (1785)
  - Opuscules de J.Castaing, revus, corrigés et augmentés, imprimés par lui-même, 2e édition.- Distiques et pensées morales et philosophiques, imprimés par lui-même.2e édition (1790)
  - Fugitives de J.Castaing, imprimées par lui-même (1794)

## Pour approfondir